# Tokyo Trial
Tokyo Trial (no Brasil, O Julgamento de Tóquio) é uma minissérie japonesa de 2016, co-dirigida por Pieter Verhoeff e Rob W. King e produzida pela emissora pública japonesa NHK em uma co-produção com a FATT Productions dos Países Baixos e a Don Carmody Television do Canadá. Tokyo Trial foi indicado ao Emmy Internacional 2017, na categoria de melhor filme para TV ou minissérie.

## Elenco
- Tim Ahern como Myron C. Cramer
- Paul Freeman como William D. Patrick
- Serge Hazanavicius como Henri Bernard
- Marcel Hensema como Bert VA Röling
- Jonathan Hyde como presidente Sir William Webb
- Irrfan Khan como Radhabinod Pal
- Stephen McHattie como Edward Stuart McDougall
- David Tse como Mei Ju-ao
- Julian Wadham como Erima H. Northcroft
- Bert Matias como coronel Delfín Jaranilla
- Kestutis Stasys Jakstas como general IM Zaryanov
- William Hope como John P. Higgins
- Stacy Keach como o narrador
- Michael Ironside como general Douglas MacArthur
- Hadewych Minis como Eta Harich-Schneider
- Shinya Tsukamoto como Michio Takeyama